# 브레이크 먼데이 24
브레이크 먼데이 24(일본어: ブレイクマンデー24)는 후지 TV 계열 제작으로 매주 월요일 0:25 ~ 1:25 텔레비전 드라마 시간대이다.

## 작품 목록
《아이~나와 그녀와 인공지능》
《초한정능력》
《리플레인》
《NEWSICAL》
《Mckeever & the Colonel》
《푸념 BOX》
《스트리트 와이즈 인 원더 랜드~사건의 것이 내버려 두지 않을 탐정~》
《사마즈의 신의문 붐업》
《주말은 말 것! Second impact~호스맨 2번 꿈꾸는~》
《나는 마리 안에》
《TERRACE HOUSE OPENING NEW DOORS》
《연신 앱》
《민중의 적 스핀오프 드라마 '짝사랑의 적'SP》
《형사 유가미 클라이맥스 직전 다이제스트》
《러브 러브 에일리언 2》
《마키타 연구소》
《꽃에게 짐승》
《파랑과 나》
《더 블랙 컴퍼니》